# RHYTHM COLLECTION
RHYTHM COLLECTION（リズムコレクション）は、株式会社テアトルアカデミーに属しているアーティストユニット。TAP・アクション・アクロバット・ダンス・芝居を融合させた新しいスタイルのアーティストユニット。日本を代表するTAPダンサーHIDEBOH（火口秀幸）とJAPAN ACTION AWARDS 2015にて女性初のベストアクション監督賞を受賞し数々の武器・武術を修得した浅井星光（HOSHIMI）による共同プロデュースユニットである。日常によくある文房具・ジッパー・バスケットボール等の生活の中に溢れる“音”をリズムにしてタップ、ダンス、アクション、本格武術を織り交ぜ物語を創り上げる。2020年にユニット名を「BEAT PARADOX」（ビートパラドックス）と改名。

## 概要
HIDEBOHをプロデューサーに迎え1999年に「SEVEN」として結成される。浅井星光を中心とし本物の武術を織り交ぜたスタイルに仕上げている。《「舞」と「武」は一体である》をテーマに様々なリズムパフォーマンスを織りなし、2004年2月より「RHYTHM COLLECTION」として海外にも活動の幅を広げている。日本とベトナムの文化交流親善大使に任命され日本とベトナムで公演を行う。他、台湾でも公演を行う。2008年には、文化庁主催「本物の舞台芸術体験事業」(現在の「文化芸術による子供育成総合事業」)の芸術団体に任命され、2011年まで4年連続各地の小中学校にて学校公演を行う。
2019年にはダンスアクションミュージカル「やさしい悪魔」にて、世界初の銃を使ったリズムパフォーマンスで講評を博す。
2020年ユニット名を「BEAT PARADOX」と改名。
アーティストユニットとしての活動以外にも、テアトルアカデミーでのレッスンや様々な教育現場で青少年の育成も行う。また、エイジレスライフのサポートも行う。その他、舞台・映画の企画・制作などクリエイターユニットとしても活動している。

## 主要メンバー
- HOSHIMI（浅井星光）
- ANGELLA(ANGELLA)
- SHIN（前田慎治）
- HINAME（歌田雛芽）
- NAOYA（石橋直哉）
- MANAMI（吉岡愛実）
- MAYA（福田茉耶）
- AYA（小島愛彩）
- AIKA（山本愛華）
- NANAKA（平尾菜々花）

## ディスコグラフィー
- 2004年　2月　プロジェクト“RHYTHM COLLECTION”として活動開始。
- 2004年　3月　東京女子体育大学「40周年特別ダンス公演」ゲスト出演
- 2004年　7月　「RHYTHM COLLECTION FIRST LIVE」シアターVアカサカ
- 2005年　2月　「RHYTHM COLLECTION MINI LIVE」サンモールスタジオ
- 2005年　3月　千代田区「さくらまつり」出演
- 2005年　7月　「RHYTHM COLLECTION 2nd LIVE」　スペース107
- 2005年10月　中野区「なかのまつり」出演
- 2005年10月　中野区立塔山小学校「塔山まつり」
- 2005年11月　「静岡県議会副議長就任祝賀会」パーティー出演
- 2006年　1月　PRIDE　男祭　-頂-　オープニングアクト出演
- 2006年　1月　中野区成人式オープニングセレモニー
- 2006年　3月　千代田区「さくらまつり」出演
- 2006年　8月　Japan Festival in Vietnam
- 2006年　文化交流親善大使として出演
- 2006年　9月　千田学童保育交流会出演
- 2006年10月　中野区「なかのまつり」出演
- 2006年10月　北区「民商まつり」出演
- 2006年11月　大月市立大月東小学校「親子コンサート」出演
- 2006年11月　STEPPI'N TIME vol.20　出演
- 2006年11月　渋谷　セルリアンタワーイベント出演
- 2006年12月　クリスマススペシャルライヴ　出演
- 2007年　5月　星光プロジェクト公演　「RHYTHM-OUT」
- 2008年　9月　Vietnam Festival in Japan2008 文化交流親善大使として出演

- 2008年　文化庁主催「H20年度　本物の舞台芸術体験事業」　東京・茨城・山梨
- 2009年 8月　Japan Festival in Vietnam 2009　文化交流親善大使として出演
- 2009年 9月　Vietnam Festival in Japan 2009 文化交流親善大使として出演
- 2009年　文化庁主催「H21年度　本物の舞台芸術体験事業」　京都・新潟・富山
- 2010年　文化庁主催「H22年度　子どものための優れた舞台芸術体験事業」　京都・福井・富山・新潟
- 2010年11月　千代田区立和泉小学校公演
- 2011年　4月　イベントJAPAN2011・ダスキンアクティブコレクションパフォーマンス出演
- 2011年　文化庁主催「H23年度　次代を担う子どもの舞台芸術体験事業」　福島・埼玉・栃木・群馬
- 2011年10月　パラマウントジャパンホームエンターテインメント100周年記念オープニングアクト出演
- 2012年10月　千葉県佐倉市立井野中学校公演
- 2012年12月　総合格闘技『DREAM』オープニングアクト出演
- 2013年8月　風男塾乱舞2013ツアー・渋谷公会堂ホールパフォーマンス出演
- 2014年 3月　JAPAN ACTION AWZRDS 2014授賞式　技斗演武
- 2014年 8月　COOL JAPAN SUMMER DANCE SHOWCASE ゲスト出演
- 2015年9月   ONE ASIA 2015出演
- 2016年8月   RHYTHM COLLECTIONミニリズムアクトライブ「シンプル！」
- 2017年8月　RHYTHM COLLECTIONミニＬＩＶＥ2017「ＳＥＬＥＣＴ」
- 2018年8月　RHYTHM COLLECTION Rookie’s LIVE「りずむ」
- 2019年４月　「MARIGORD～絶望の花言葉～」
- 2019年８月　ダンスアクションミュージカル「やさしい悪魔」
- 2020年７月　ユニット名を「BEAT PARADOX」に改名